# القالة

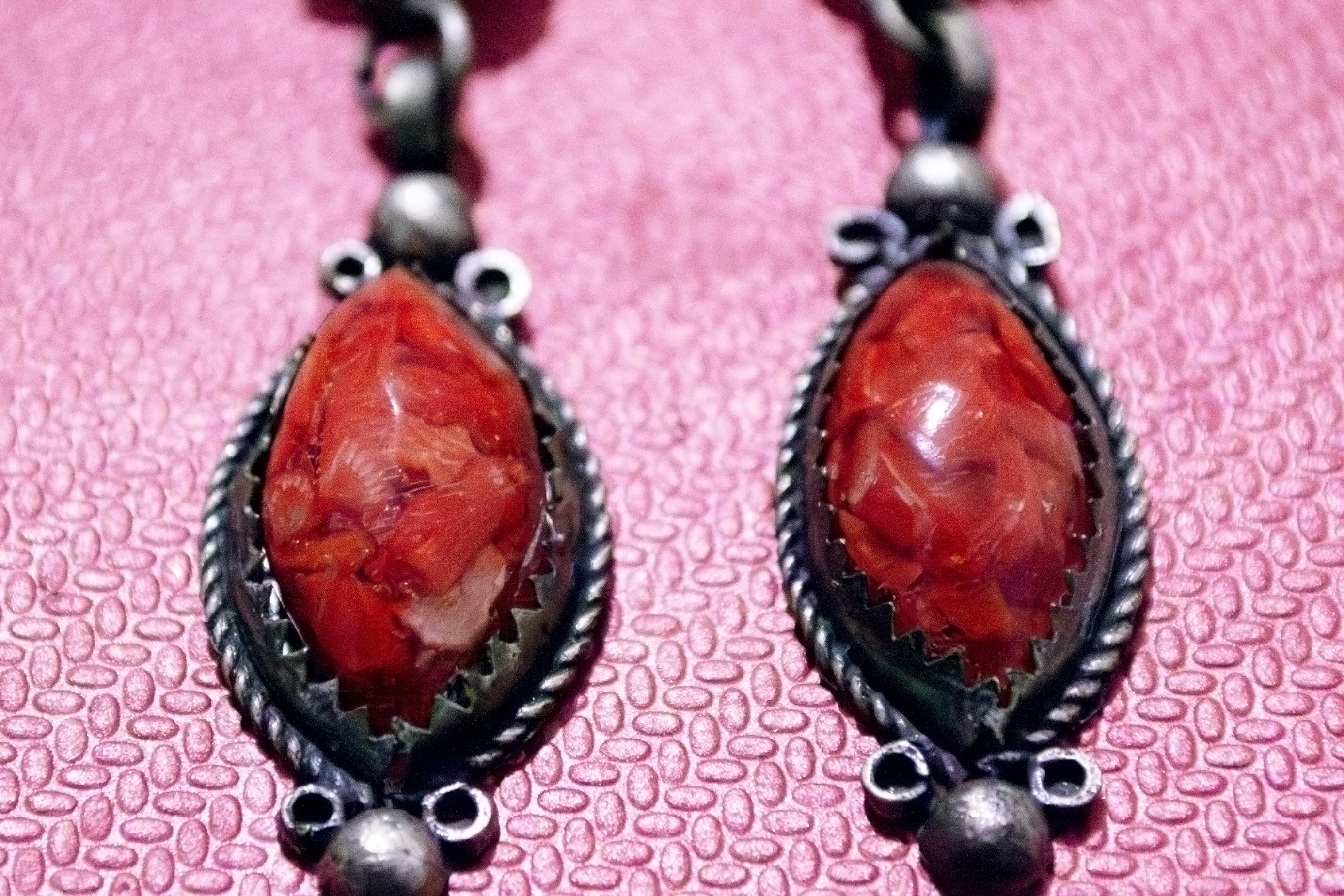
حلي جزائري من مرجان القالة

القالة وهي مدينة وبلدية بدائرة القالة في ولاية الطارف الجزائرية. هي منطقة ساحلية تتوفر على المرجان وعدة أنواع من الأسماك والحيتان. يقدر عدد سكانها بحوالي 35 ألف نسمة.

## جمال القالة
- تعدّ مدينة القالة من أجمل بقاع العالم نظرا لتوفرها على أروع المناظر الطبيعية..تتوفر على ساحل مليء بالمرجان والأسماك كما أنها تعدّ قرية البحيرات ببحيراتها الأربع:طونغا، الطيور، الأوبيرا، المالح.

و كتعريف بسيط بمدينة القالة سميت بمرسى الخرز حوالي 1570 م حيث يوجد في المسيدا آثار ميناء عثماني ثم سميت la Calle بالفرنسية وعرفت بهذا الاسم من قبل الفرنسيين نسبة للإرساء حيث كانت حسبهم أول خليج متوسطي ترسى فيه بواخرهم...
تقع في الشمال بالقرب من الحدود التونيسية تابعة إداريا لولاية الطارف.

## معرض الصور

صور بلدية القالة الجزائرية
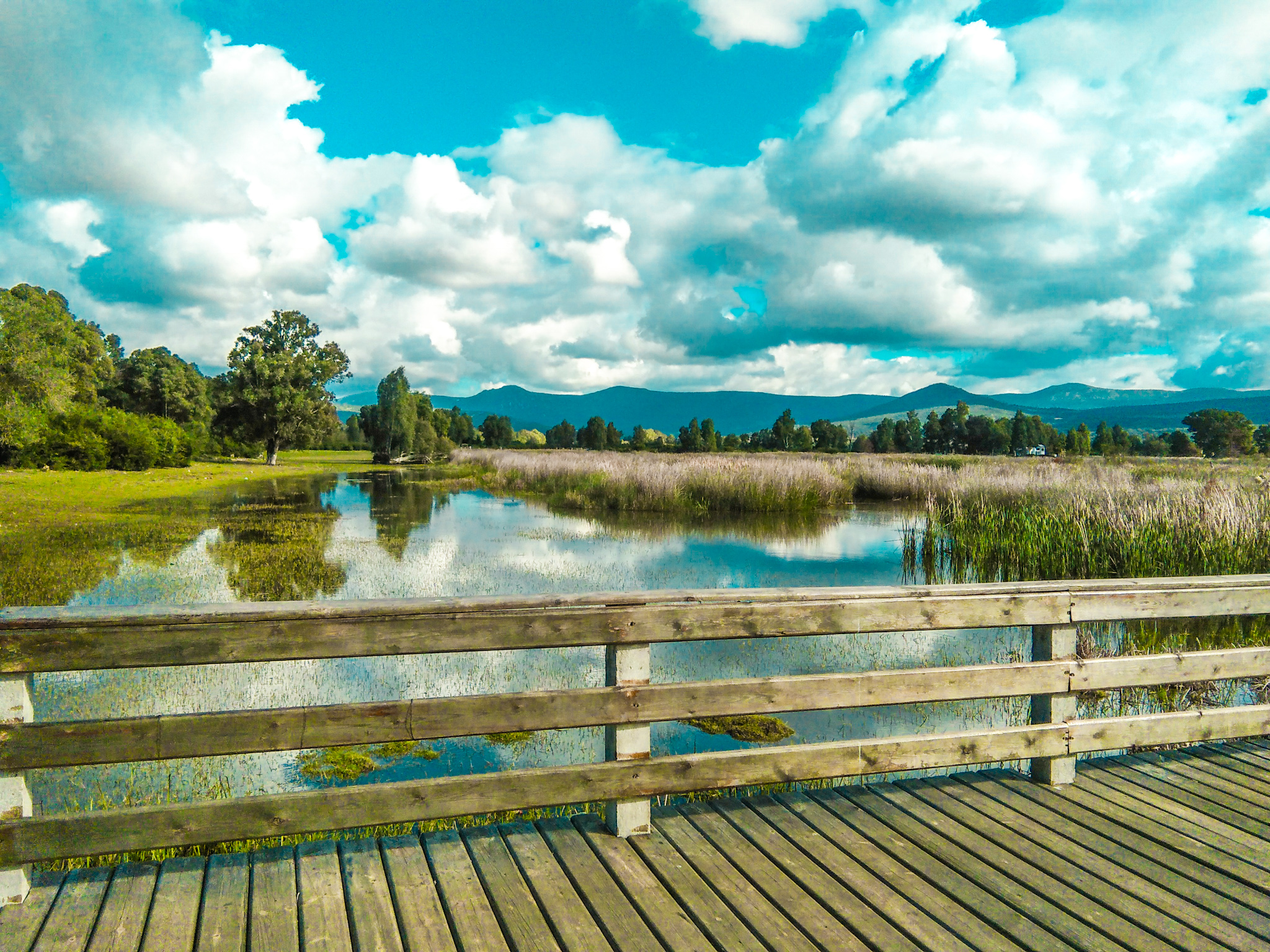
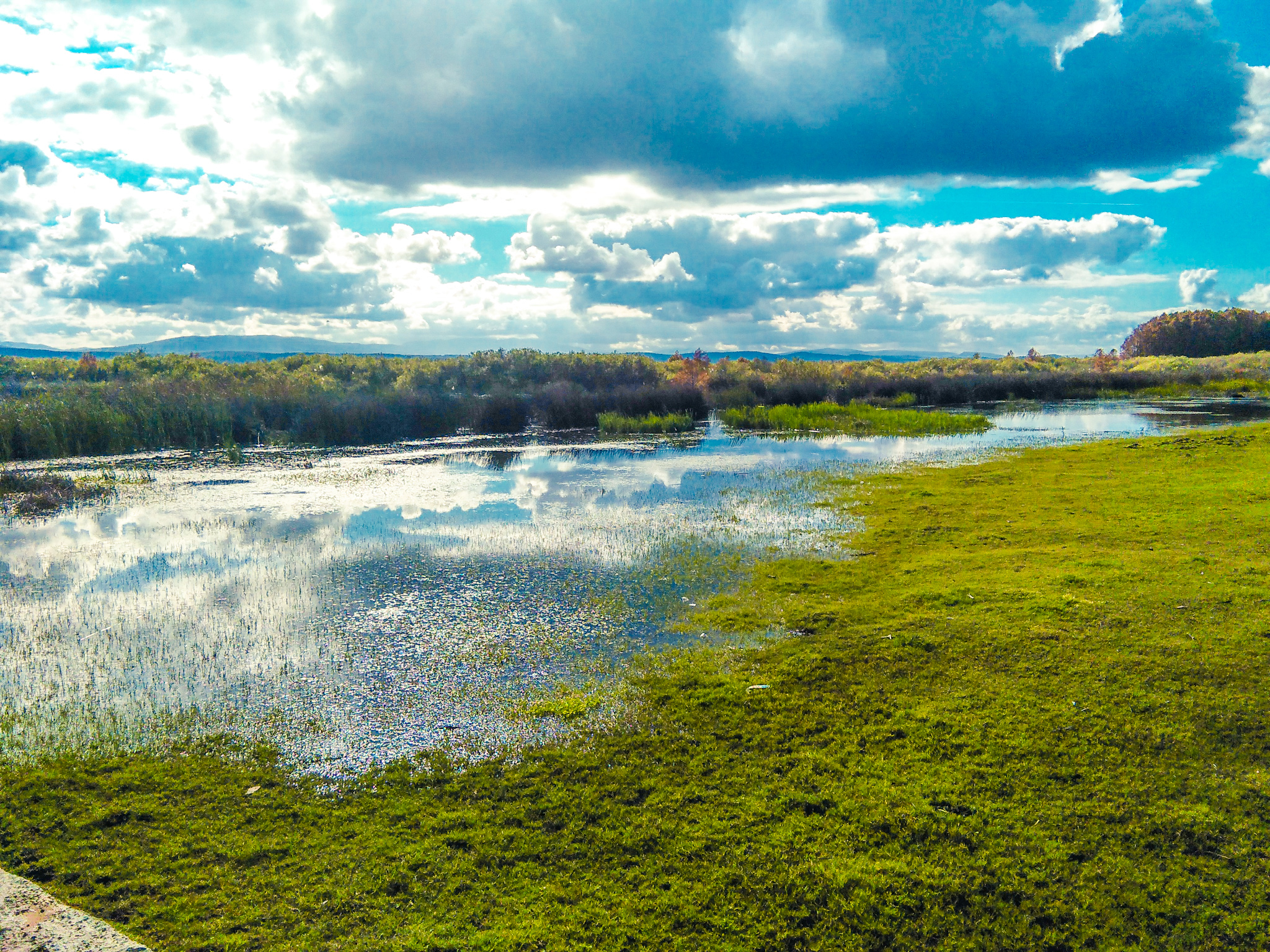
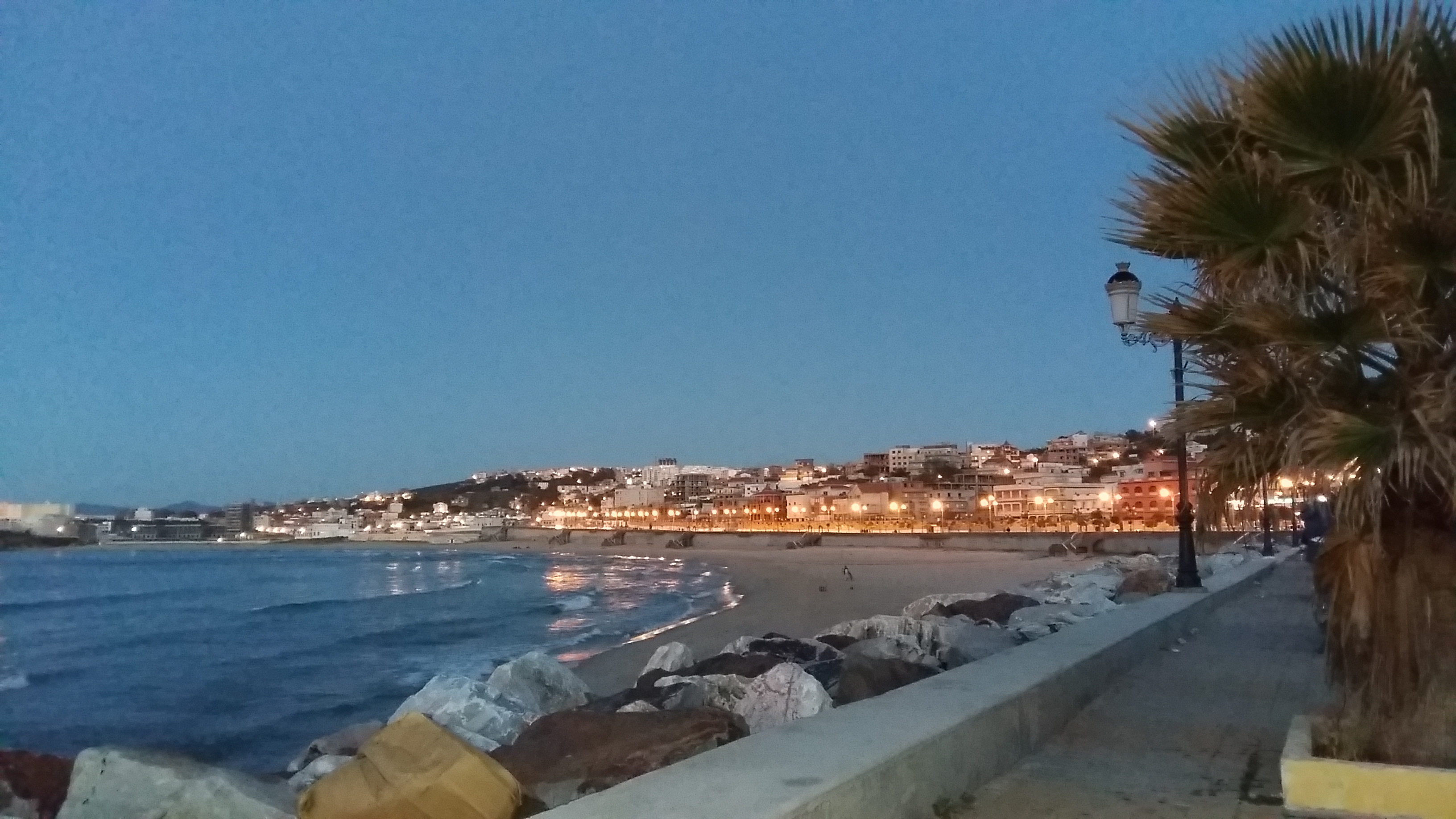
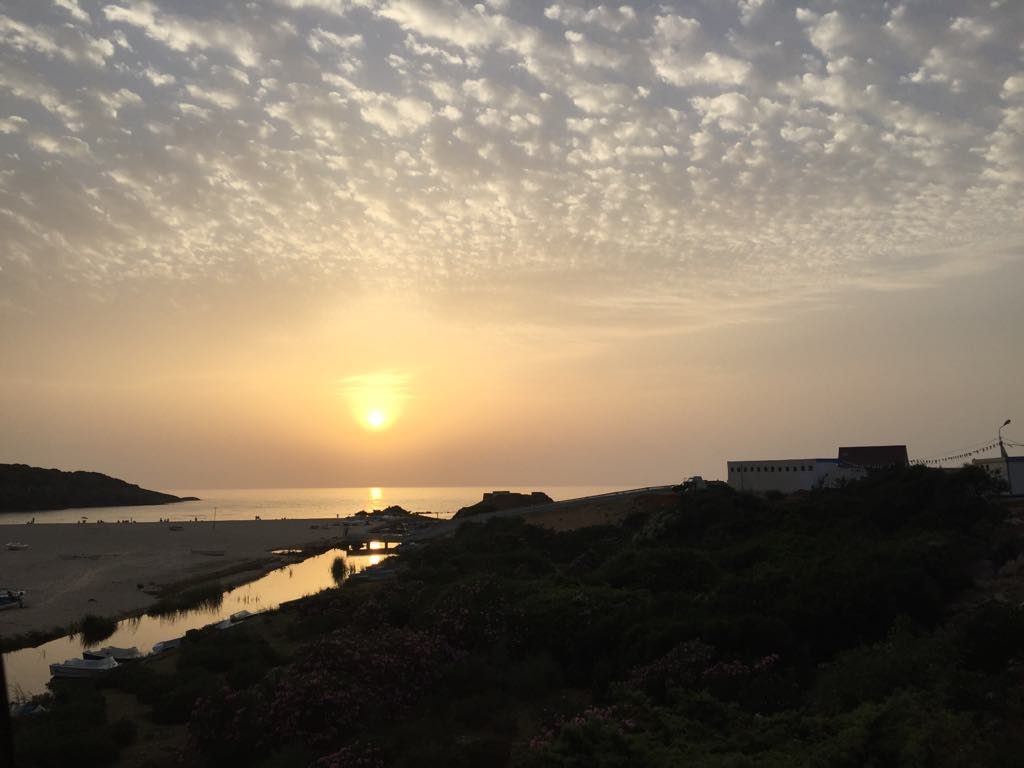
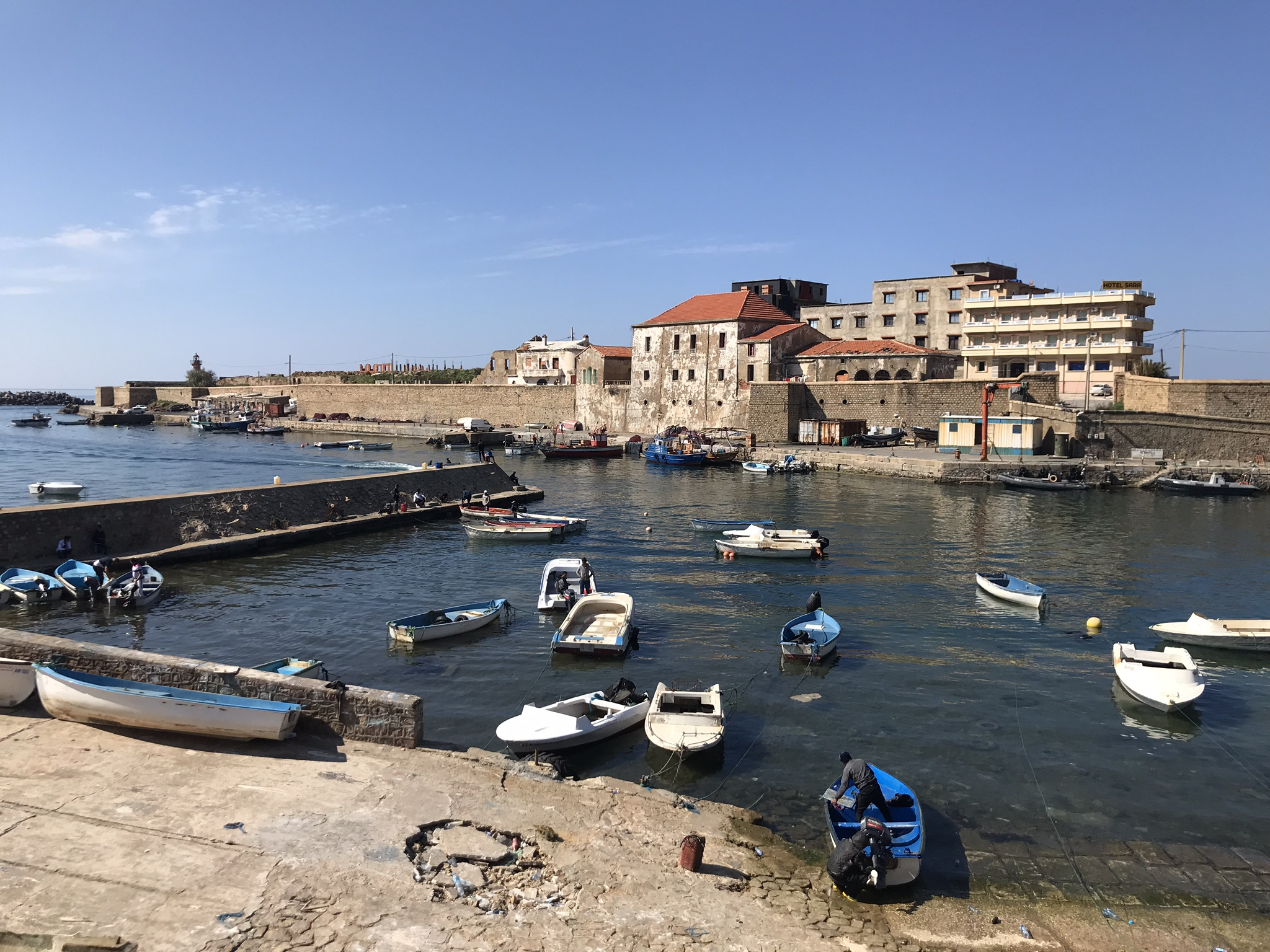
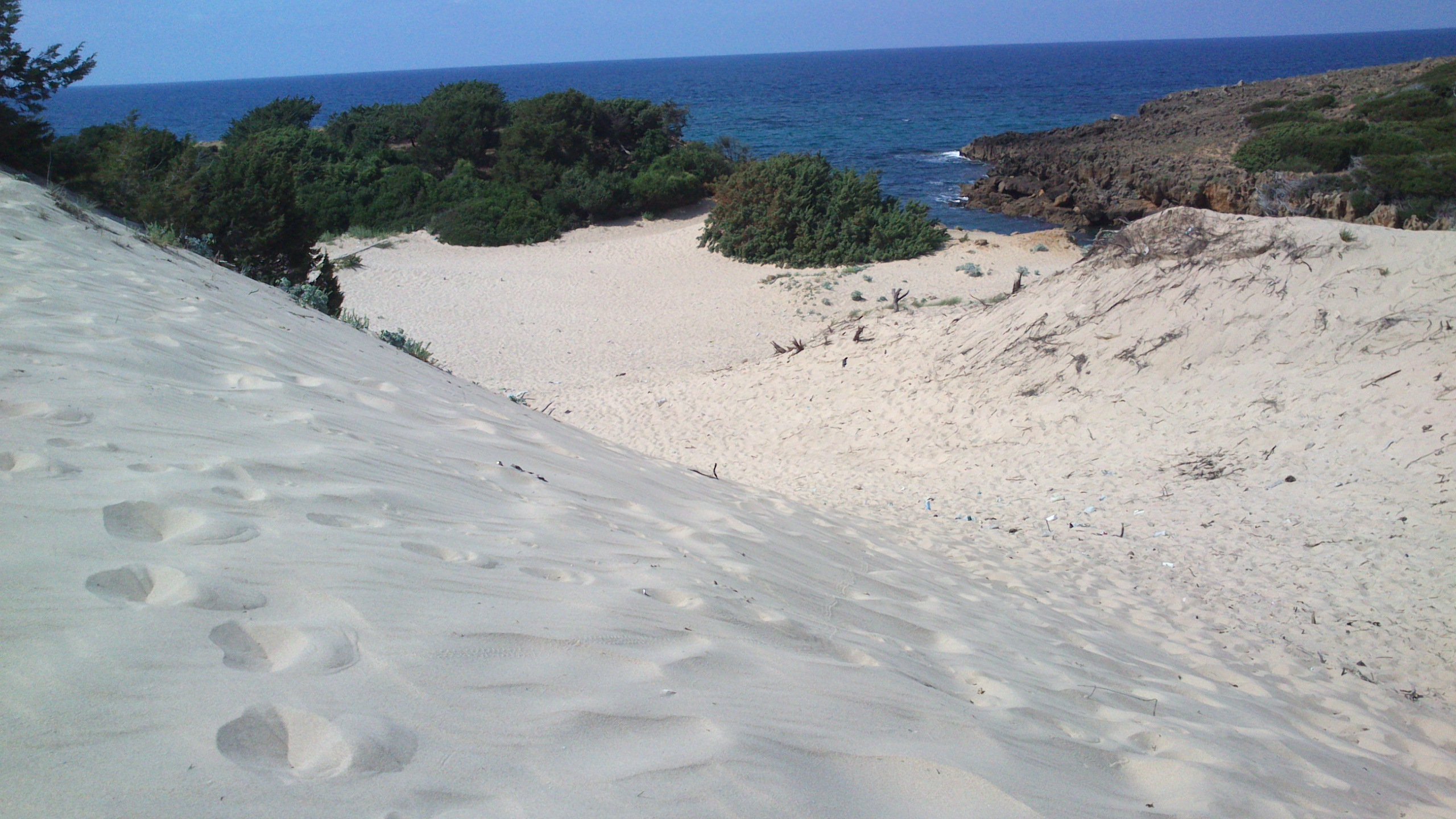
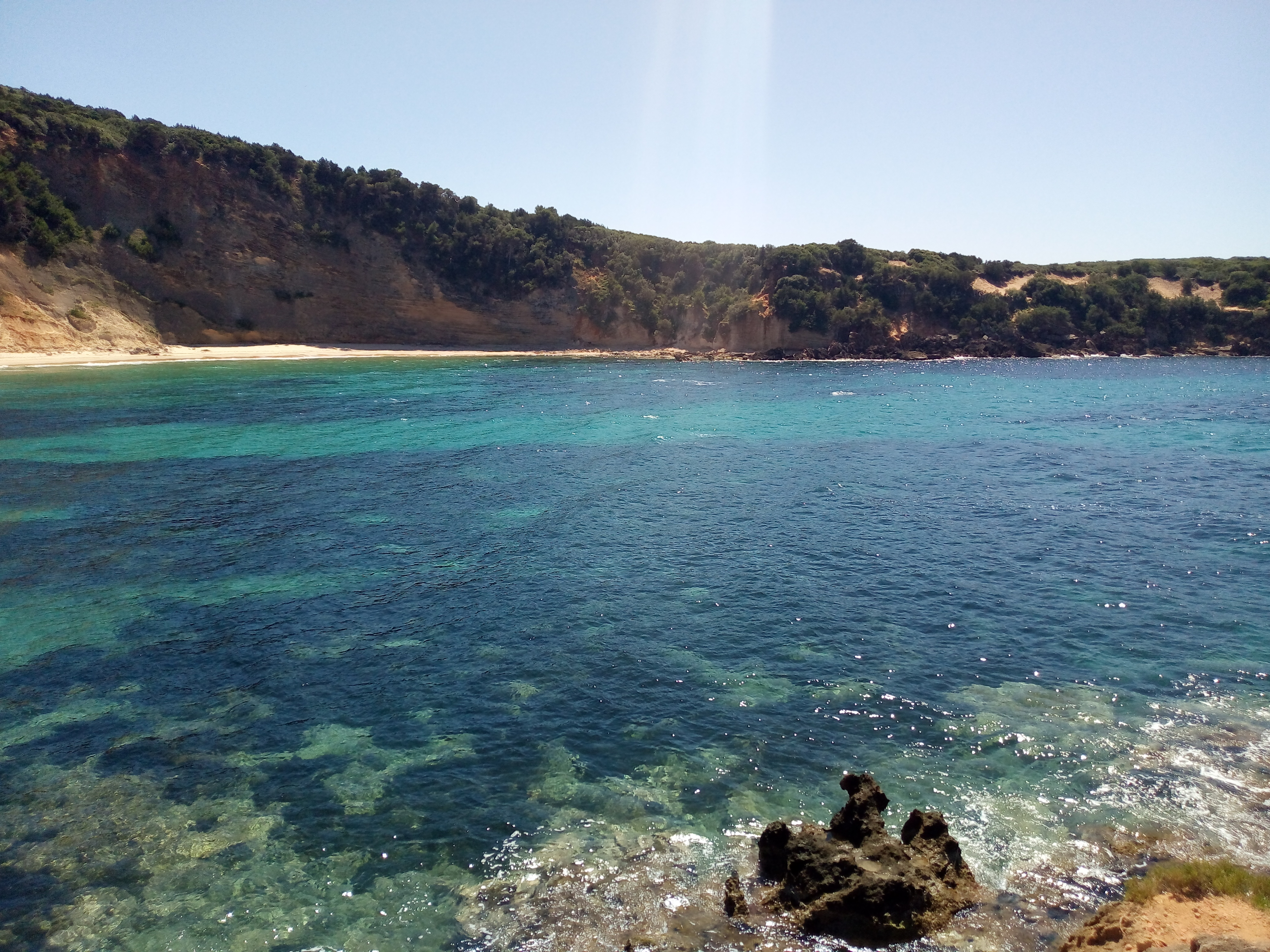
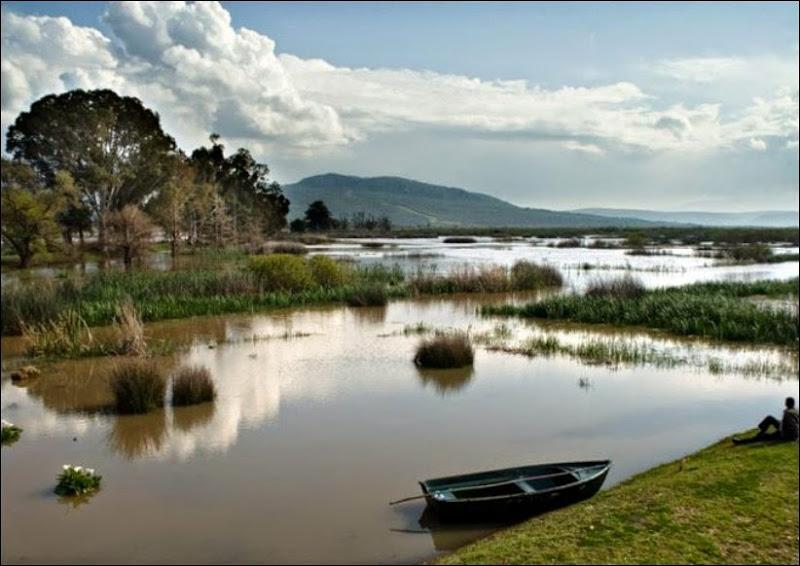
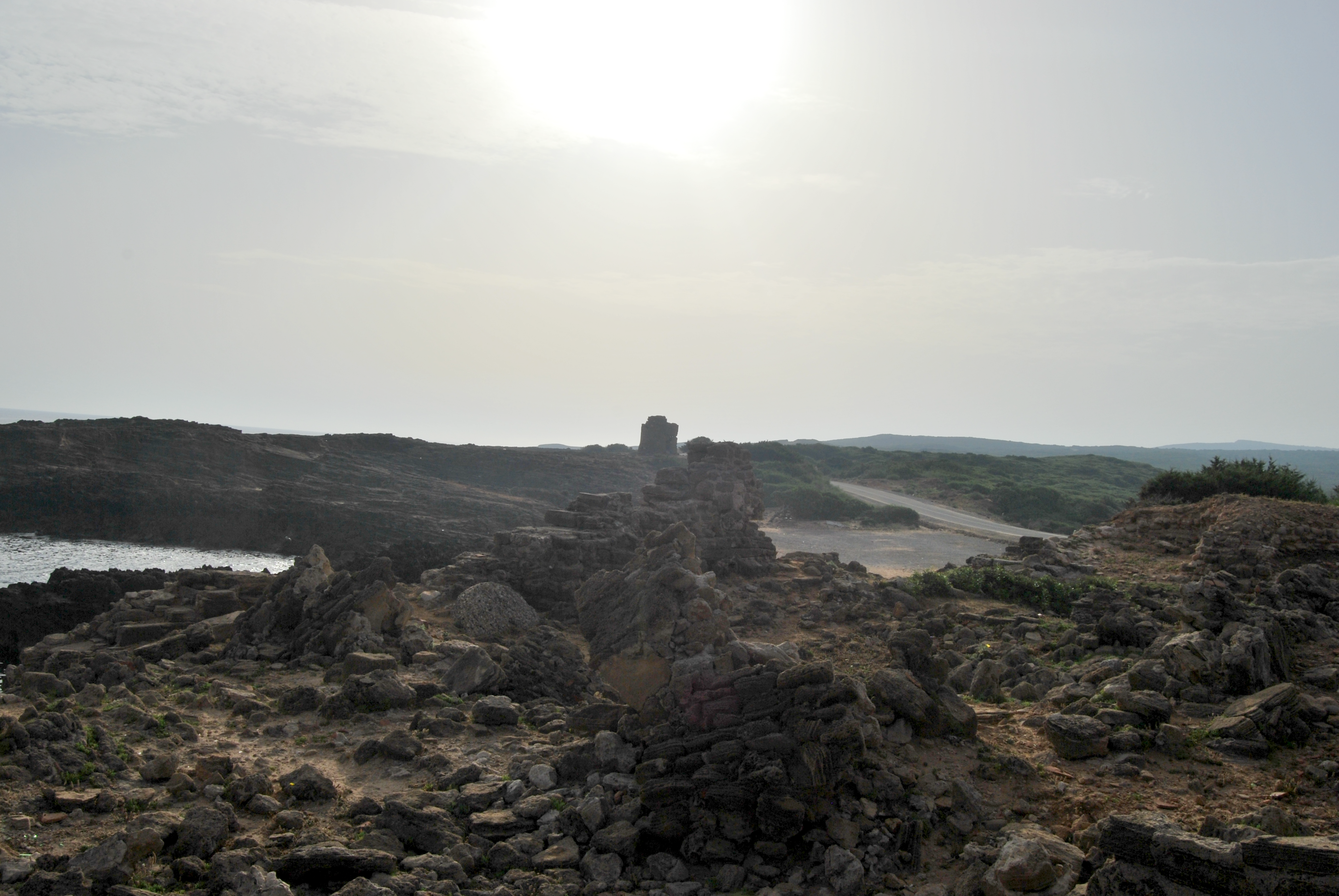
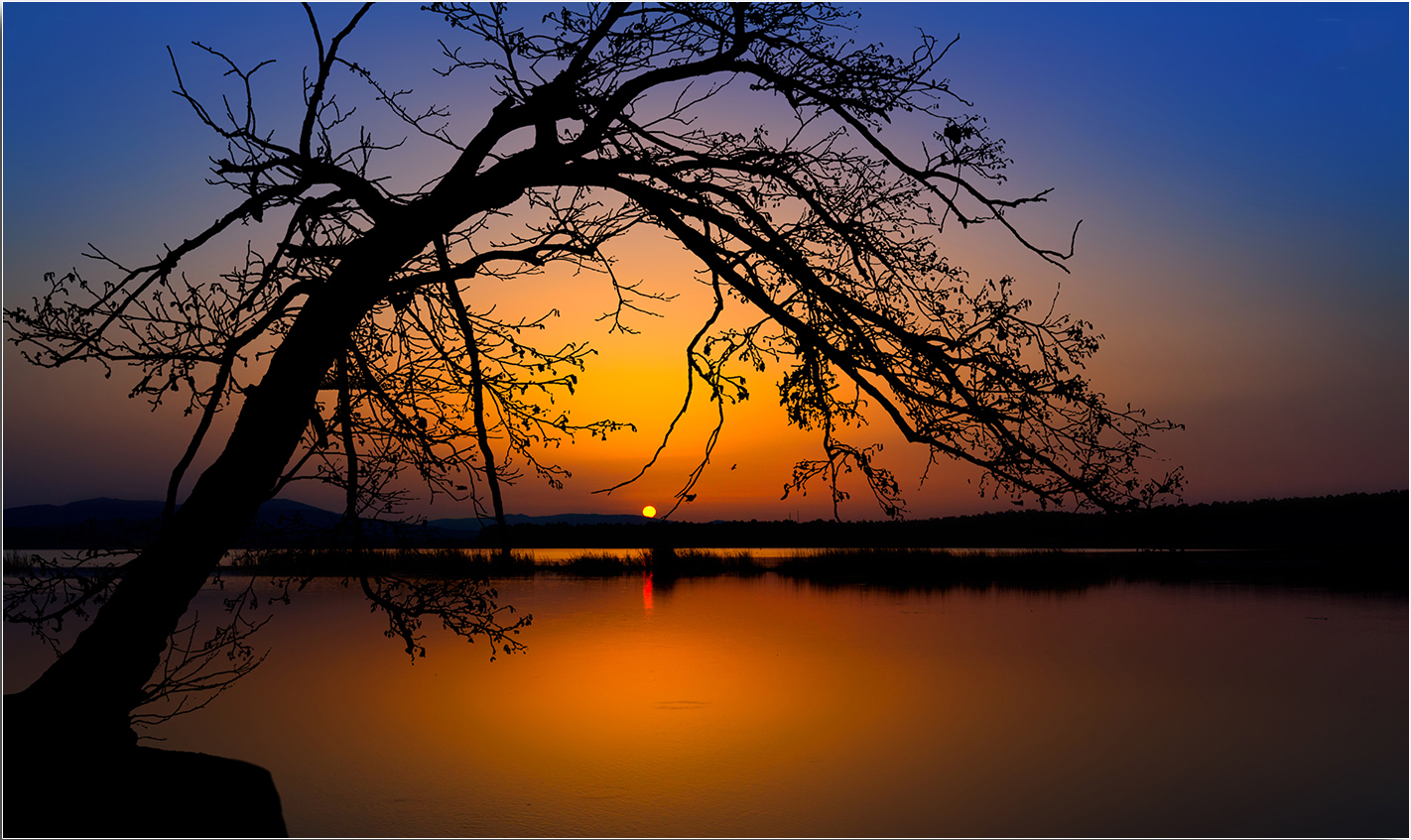
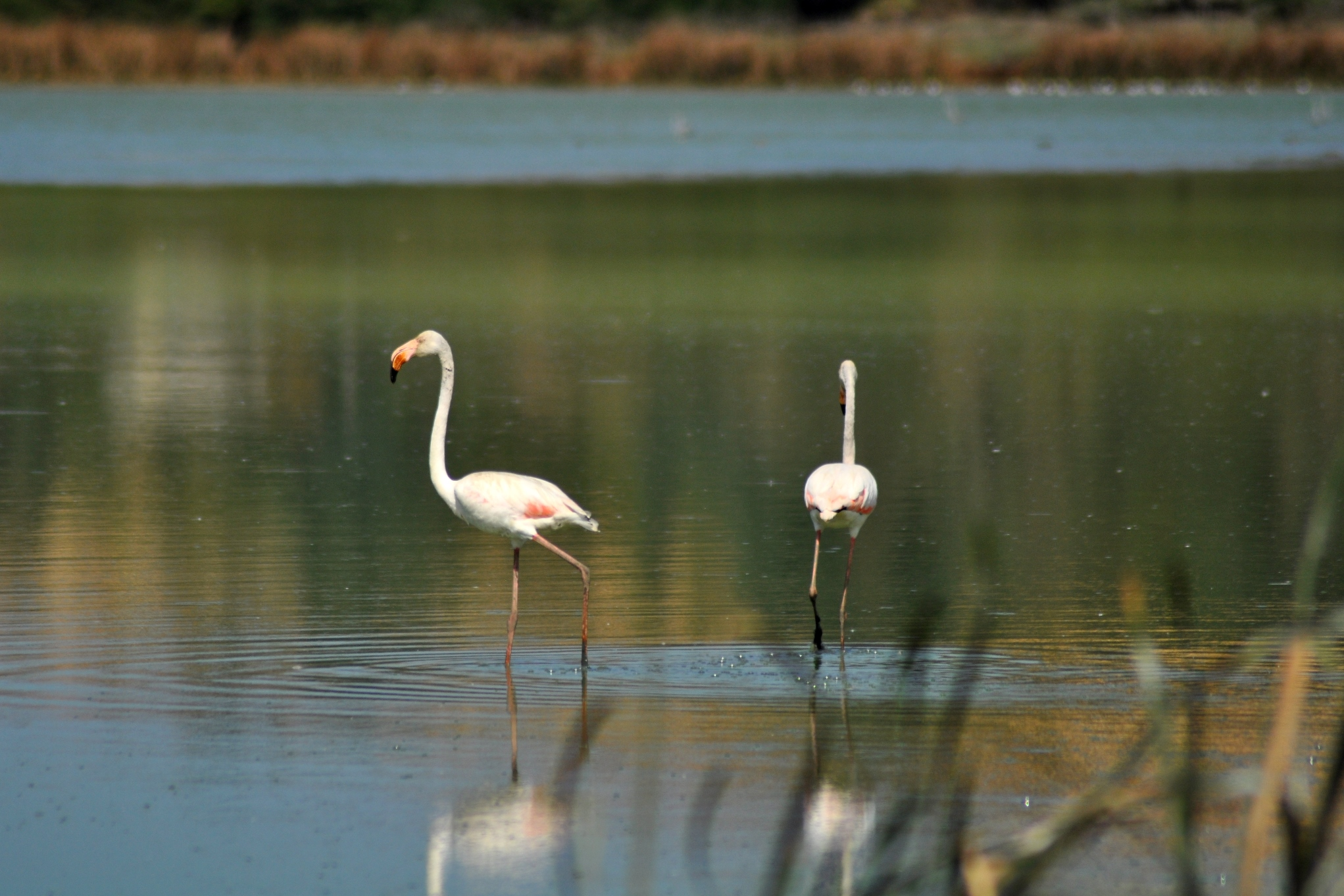

## أعلام
- جيورجيس لاميا